# Philipp Fritz
Josef Philipp Fritz (auch: Filip Fritz, * 29. November 1878 in Budapest; † nach 1942) war ein Architekt. Er war vor allem in Köln aktiv.

## Leben
Philipp Fritz studierte an der Polytechnischen Universität seiner Geburtsstadt Budapest Architektur. 1901/02 arbeitete er bereits in Köln, und zwar für das Bauunternehmen August Kunert, doch in den Kölner Adressbüchern ist er erst ab 1907 vermerkt. Damals wohnte er in der Flandrischen Straße 7. 1909 war er bei dem Bauunternehmer und Architekten Robert Perthel angestellt. Unter anderem entwarf er dort 1904/05 den Antoniterhof, 1906 das Bauwerk Hohe Straße 124, 1907 das Landhaus Philipp Richard in der Leyboldstraße 33 in Marienburg, 1907/08 das Wohnhaus Bernhard Griffels und 1909 das Café Palant. Wahrscheinlich war er in diesen Jahren Chefarchitekt bei Perthel.
Nach dem Erfolg, den er mit dem Entwurf des Cafés Palant errungen hatte, machte er sich selbstständig und zog in das Haus Kaiser-Wilhelm-Ring 12.
1911 erhielt er den Auftrag, die sogenannte „Wolkenburg“, Sitz des Kölner Männer-Gesangvereins, dem er angehörte, aus- und umzubauen.
Zu Beginn der 1920er Jahre zog Fritz nach Berlin, wo er von 1922 bis 1930 in der Freiligrathstraße 8 und dann bis 1935 in der Küstriner Straße (mittlerweile: Damaschkestraße) 2 lebte. Dieses Haus hatte er 1922 gekauft. Nachdem er sich um 1936 gezwungen gesehen hatte, dieses Gebäude zu verkaufen, zog er in die Michaelkirchstraße 30. Diese Adresse ist in den Berliner Adressbüchern bis 1943 genannt, allerdings scheint Fritz zeitweise auch in der Wusterhausener Straße 30 gewohnt zu haben.
Als sogenannter „Volljude“ erhielt er während des Dritten Reichs einen ablehnenden Bescheid auf seinen Antrag auf Aufnahme in die Reichskammer der bildenden Künste. Ob er während dieser Zeit überhaupt noch als Architekt tätig war, ist nicht bekannt.
Hagspiel bezeichnet Fritz als einen „offensichtlich begnadeten und künstlerisch hoch talentierten Architekten“.
Manche Quellen gehen davon aus, dass Philipp Fritz während des Dritten Reiches deportiert und ermordet wurde.

## Bauten
Wolfram Hagspiel bezeichnet insbesondere seine Fassadengestaltung für die Tietz-Passage in Köln, die kurz nach der Jahrhundertwende in der Kölner Altstadt errichtet wurde, als einen großen Auftakt, mit dem Fritz „den österreichischen Jugendstil - in seiner ungarischen Variante - in Köln mit Bravour“ etabliert habe. Das Warenhaus Tietz, 1891 gegründet, zog 1895 in das erste eigene Haus, Hohe Straße 45. Dieses wurde 1898 erweitert, außerdem kaufte Tietz damals die Nachbargrundstücke an, deren Bebauung 1901 abgerissen wurde. Bis zum Jahresende 1902 wurde auf diesen Grundstücken das von Fritz entworfene neue Kaufhaus errichtet, 1903 wurde die Fassade des Hauses Hohe Straße 45 denen des Neubaus angeglichen. Leonhard Tietz war bei einem Besuch in Mailand zu der Idee inspiriert worden, sich ein Warenhaus mit Passage bauen zu lassen. Die Fassaden zur Straße An St. Agatha waren fast in reinem Jugendstil gehalten, wohingegen die zur Hohen Straße gotische Einschläge aufwiesen. Außer Philipp Fritz waren an der Planung des Gebäudes auch Jean Schlapper sowie der Bauunternehmer Kunert selbst beteiligt, eine beratende Funktion hatte Gustav Paeffgen.
In der Schildergasse 72–74 wurde in den Jahren 1904/05 der Antoniterhof, ein Eisenbeton-Skelettbau. Die Fassade wies eine bewegte Dachlandschaft und reiche Jugendstildekorationen auf. Hagspiel verweist darauf, dass die Architekturzeitschrift Der Profanbau im Jahr 1907 zwar Perthel als den Architekten dieses Bauwerks nennt, der Bau aber „in keinster Weise den vorherigen Bauten des Büros Robert Perthel“ entsprach, sondern stattdessen starke Bezüge zur Jugendstilmetropole Budapest aufwies. Er geht davon aus, dass Fritz die Fassaden des Antoniterhofes entwarf, der während des Zweiten Weltkrieges zum Teil zerstört und später abgerissen wurde, um dem neuen Antoniterhof des Architekten Wilhelm Riphahn zu weichen.
Das Büro- und Geschäftshaus an der Ecke Hohe Straße 124/Salomonsgasse wurde 1906 errichtet, Bauherr war der Rentner Peter Weiler. Fassade und Innenausbau wurden von Philipp Fritz geplant. Das Haus, im Zweiten Weltkrieg zerstört, wies eine stark vertikal gegliederte Fassade auf, die aus weißem Mainsandstein bestand. Die Fensterrahmungen und -teilungen dagegen waren aus Durana-Bronze hergestellt worden. Das Dach war mit Schiefer gedeckt, an der Straßenecke krönte eine Kuppel das Gebäude, in dessen Innerem sich ein stützenloser und komplett ungegliederter Verkaufsraum sowie entsprechende Büroräumlichkeiten befanden. Neben der Kuppel befanden sich Figurengruppen, die der Bildhauer Mathias Färber geschaffen hatte.
Das Landhaus Philipp Richard in der Marienburger Leyboldstraße 33 stammte aus dem Jahr 1907. Villa und Nebengebäude waren im englischen Landhausstil gehalten. Sein Fachwerk wies eine ähnlich vertikale Ausrichtung auf wie die gliedernden Elemente des Hauses in der Hohen Straße/Salomonsgasse. Auch zu der Villa Mehlemer Straße 8, die von Fritz entworfen wurde, bestanden deutliche Parallelen, hier bei der Fassaden- und Giebelgestaltungen und diversen Details. Die Villa wurde 1935 abgebrochen.
In der Sudermanstraße 3 in der Kölner Neustadt wurde 1907/08 für den Maler Bernhard Giffels ein Mehrfamilienhaus errichtet, das ebenfalls Philipp Fritz zugeschrieben wird, was Wolfram Hagspiel als „kaum anzuzweifeln“ bezeichnet. Er beruft sich dabei auf die starken Ähnlichkeiten zu weiteren Werken des Architekten aus dieser Zeit. Im Zweiten Weltkrieg zu einem großen Teil zerstört, ist auch dieses Haus nicht erhalten geblieben.
Das Café Palant wurde in der Hohen Straße 117–119 für wilhelm Hünnes im Jahr 1909 gebaut. Es ersetzte das erste Caféhaus Kölns in modernem Stil, das 1848 an dieser Stelle in einem Haus aus dem 16./17. Jahrhundert etabliert worden war. Philipp Fritz entwarf Fassade und Innenausbau des Cafés, Perthel die Grundrisse.
Die „Wolkenburg“, Sitz des Männergesangvereins An der Wollküche 1–3, hatte eine lange Baugeschichte. Ein romanischer Hof war auf römischen Ruinen gebaut worden und um die Mitte des 15. Jahrhunderts durch einen gotischen Bau ersetzt worden, der lange als der „kleine Gürzenich“ bekannt war. Seit 1863 diente dieses Bauwerk als Konzert- und Ausstellungsgebäude mit Bierlokal; 1872 wurde es vom Männergesangverein erworben und bald darauf in neogotischem Stil umgebaut. Damit ging fast die gesamte mittelalterliche Substanz verloren und 1911 beschloss man eine gründliche Umgestaltung, mit der Philipp Fritz beauftragt wurde. Es entstand laut einem Artikel im Stadt-Anzeiger vom 16. Juni 1912 „ein harmonisch wirkendes Ganzes [...], bei dem auch im Innern mittelalterliche Gotik mit der Kunstrichtung der neuen Zeit aufs glücklichste verbunden“ schien. Auch dieses Bauwerk fiel dem Zweiten Weltkrieg zum Opfer. Erhalten geblieben ist ein romanisches Portal, das transloziert und zwischen St. Peter und St. Cäcilien aufgestellt wurde.
Zwei Gründerzeithäuser am Hansaring 80 und der Weidengasse 72 wurden von Fritz durch Anbauten ergänzt. Welcher Art diese Veränderungen waren, lässt sich nicht mehr feststellen.
Aus Philipp Fritz’ Zeit als selbstständiger Architekt in Köln stammt die Villa in der Mehlemer Straße 8 in Marienburg, die für Bernhard Rüther in den Jahren 1913/14 errichtet wurde. Der hohe Giebel wurde mit Holzschindeln verkleidet, der Baukörper besteht aus roten Klinkern und Dolomit-Sandstein. Das Haus wurde in den 1930er Jahren von der NSDAP als Mannschaftshaus des Rasse- und Siedlungshauptamtes genutzt. Rolf Distel baute es 1938 zur Gauschule der NS-Frauenschaft um. Das Gebäude ist weitgehend in dem Zustand, den Distel damals schuf, erhalten geblieben.